# القوات الخاصة السورية
القوات الخاصة السورية هي إحدى قوات الجيش السوري، متفوقة نسبياً من الناحية القتالية والجاهزية العالية والمناورات السريعة وقوتها لخوض الحروب والمعارك البرية وعمليات الإنزال المظلي، ولقد شاركت القوات الخاصة السورية بعدة معارك منها معركة تحرير مرصد جبل الشيخ في حرب أكتوبر 1973 وعملية الإنزال التي قامت بها سرية من القوات الخاصة وفي هذه العملية تمت السيطرة على المرصد وباتت من أشهر عمليات الإنزال الجوي واحتلال المواقع في المنطقة وهذه العملية تدرس في بعض الأكاديميات العسكرية في العالم الثالث، وتقدر عدد القوات الخاصة السورية 40 ألف مقاتل تنطوي تحت راية الفرقة 14 والفرقة 15 و7 أفواج تابعة لقيادة القوات الخاصة السورية وتضاهي القوات الخاصة في عددها الحرس الجمهوري والفرقة الرابعة المدرعة، أما أسلحة القوات الخاصة السورية تعتمد على بنادق الكلاشنكوف والرشاشات منها ب ك س وغرانتوف والقناصات دراغنوف وقد وصل حديثاً في عام 2011 قناصات سايغا التي يمكنها القنص ليلاً ومسدس 9 ملم مكاروف ومدافع الهاون 82 و120 ومضاد الدبابات آر بي جي وصواريخ مضادة للدبابات حديثة ليزرية من نوع ميتيس وكونكور الروسية الصنع ومضاد الطيران المحمول على الكتف من نوع sa 14 وصواريخ سام 7 وأنواع غيرها غير معروفة ويوجد أيضاً راجمات الصورايخ الكورية ذات المدى القصير، وتعتبر تدريبات القوات الخاصة السورية من أصعب أنواع التدريبات القتالية والجسدية في سورية إذ يخضع الجنود لدورة تدريبية لمدة 180 يوم أي 6 أشهر وبعد الدورة يخضع جنود القوات الخاصة لفترة تدريبية قاسية جداً لمدة 30 يوم تسمى الصاعقة ويتم فيها تدريب المقاتلين على جميع أنواع القتال بشكل وحشي وتعتبر من فترات التدريب القاسية جداً ويسمح فيها بحالات الموت بنسبة 7% من نسبة الجنود لشدة صعوبتها.